# The Bridge
The Bridge — музичний альбом шведського гурту Ace of Base. Виданий 21 вересня 1995 року лейблом Arista Records. Загальна тривалість композицій становить 55:23 (в деяких версіях — 59:30).

## Список композицій

### Первісна версія
1. «Beautiful Life»
2. «Blooming 18»
3. «Edge of Heaven»
4. «Experience Pearls»
5. «Strange Ways»
6. «Never Gonna Say I'm Sorry»
7. «Look Around Me»
8. «Lucky Love»
9. «Perfect World»
10. «Que Sera»
11. «Stranger to Love»
12. «Wave Wet Sand»
13. «Whispers in Blindness»
14. «My Déjà Vu»
15. «Angel of Love»
16. «Angel Eyes»
17. «Just 'N' Image»
18. «Ravine»
19. «You and I»

### Інші версії
Зміст офіційного випуску дещо відрізнявся від первісної версії. Змінено порядок треків 2, 3, 4, 5, 9, 10, 12, 13, 14, 16 і 17; пісні № 7, 11 і 15 були видалені. Не змінили порядку лише чотири пісні — всі вони були випущені як сингли.
| 1. «Beautiful Life» — 3:39 2. «Never Gonna Say I'm Sorry» — 3:14 3. «Lucky Love (Original Version)» — 2:52 4. «Edge of Heaven» — 3:49 5. «Strange Ways» — 4:25 6. «Ravine» — 4:39 7. «Perfect World» — 3:55 8. «Angel Eyes» — 3:13 9. «Whispers In Blindness» — 4:10 10. «My Déjà Vu» — 3:40 11. «You and I» — 4:06 12. «Wave Wet Sand» — 3:18 13. «Que Sera» — 3:47 14. «Just 'N' Image» — 3:07 15. «Lucky Love (Acoustic Version)» — 2:52 16. «Experience Pearls» — 3:57 17. «Blooming 18» — 3:38 | 1. «Beautiful Life» — 3:39 2. «Never Gonna Say I'm Sorry» — 3:14 3. «Lucky Love (Original Version)» — 2:53 4. «Edge of Heaven» — 3:49 5. «Strange Ways» — 4:25 6. «Ravine» — 4:39 7. «Perfect World» — 3:55 8. «Angel Eyes» — 3:13 9. «My Déjà Vu» — 3:40 10. «You and I» — 4:06 11. «Wave Wet Sand» — 3:18 12. «Que Sera» — 3:47 13. «Just 'N' Image» — 3:07 14. «Whispers In Blindness» — 4:10 15. «Experience Pearls» — 3:57 16. «Blooming 18» — 3:38 17. «Beautiful Life (Vission Lorimer Club Mix)» — 7:01 18. «Lucky Love (Armand Van Helden House Mix)» — 11:23 | 1. «Beautiful Life» — 3:39 2. «Never Gonna Say I'm Sorry» — 3:14 3. «Lucky Love [Original Version]» — 2:52 4. «Edge of Heaven» — 3:49 5. «Strange Ways» — 4:25 6. «Ravine» — 4:39 7. «Perfect World» — 3:55 8. «Angel Eyes» — 3:13 9. «Whispers In Blindness» — 4:10 10. «My Déjà Vu» — 3:40 11. «Wave Wet Sand» — 3:18 12. «Que Sera» — 3:47 13. «Just 'N' Image» — 3:07 14. «Experience Pearls» — 3:57 15. «Blooming 18» — 3:38 | 1. «Beautiful Life» — 3:39 2. «Never Gonna Say I'm Sorry» — 3:14 3. «Lucky Love [Acoustic Version]» — 2:52 4. «Edge Of Heaven» — 3:49 5. «Strange Ways» — 4:25 6. «Ravine» — 4:39 7. «Perfect World» — 3:55 8. «Angel Eyes» — 3:13 9. «My Déjà Vu» — 3:40 10. «Wave Wet Sand» — 3:18 11. «Que Sera» — 3:47 12. «Just 'N' Image» — 3:07 13. «Experience Pearls» — 3:57 14. «Whispers In Blindness» — 4:10 15. «Blooming 18» — 3:38 16. «Lucky Love [Original Version]» [South American бонус-трек] — 2:53 |

## Сертифікації
| Регіон                                                                                          | Сертифікація  | Продажі    |
| ----------------------------------------------------------------------------------------------- | ------------- | ---------- |
| Канада (Music Canada)                                                                           | 2× Платиновий | 200 000^   |
| Данія (IFPI Denmark)                                                                            | Платиновий    | 50 000^    |
| Фінляндія (IFPI Finland)                                                                        | Платиновий    | 59,097     |
| Франція (SNEP)                                                                                  | Платиновий    | 300 000*   |
| Німеччина (BVMI)                                                                                | Золотий       | 250 000^   |
| Японія (RIAJ)                                                                                   | 2× Платиновий | 500,000    |
| Нова Зеландія (RIANZ)                                                                           | Платиновий    | 15 000^    |
| Польща (ZPAV)                                                                                   | Золотий       | 50 000*    |
| Росія                                                                                           | —             | 5,000      |
| Іспанія (PROMUSICAE)                                                                            | Золотий       | 50 000^    |
| Швеція (IFPI Sweden)                                                                            | Платиновий    | 100 000^   |
| Швейцарія (IFPI Switzerland)                                                                    | Платиновий    | 50 000^    |
| США (RIAA)                                                                                      | Платиновий    | 1 000 000^ |
| Підсумки                                                                                        |               |            |
| Worldwide                                                                                       | —             | 5,000,000  |
| *продажі, що базуються лише на сертифікаціях ^відвантаження, що базуються лише на сертифікаціях |               |            |